# Подольніха
Подо́льніха (рос. Подольниха) — присілок у складі Митищинського міського округу Московської області, Росія.

## Населення
Населення — 27 осіб (2010; 10 у 2002).
Національний склад (станом на 2002 рік):
- росіяни — 100 %